# Die Zeitdetektive
Die Zeitdetektive ist eine im Ravensburger Buchverlag erscheinende Buchreihe des deutschen Schriftstellers Fabian Lenk. Die sogenannten Zeitdetektive sind drei Kinder namens Julian, Leon und Kim und eine Katze namens Kija. Sie reisen in verschiedene Zeiten – vom Neuen Reich in Ägypten bis in die europäische Renaissance – zurück und decken dort Verbrechen über bekannte Personen, Ereignisse oder Sehenswürdigkeiten auf. Kija reiste mit ihnen am Ende ihrer ersten Reise in die Zukunft, sodass sie nun bei Kim lebt.
Die zum Genre Kinderkrimi gehörenden Bücher enthalten jeweils ein Glossar sowie eine Einführung in den geschichtlichen Hintergrund und sind für Kinder ab 9 Jahren empfohlen.
Die einzelnen Folgen der Reihe erscheinen auch als Hörbücher bei Jumbo Neue Medien & Verlag, gesprochen von Stephan Schad.

## Büchertitel
- Die Zeitdetektive (Band 1):  Verschwörung in der Totenstadt
- Die Zeitdetektive (Band 2):  Der rote Rächer
- Die Zeitdetektive (Band 3):  Das Grab des Dschingis Khan
- Die Zeitdetektive (Band 4):  Das Teufelskraut
- Die Zeitdetektive (Band 5):  Geheimnis um Tutanchamun
- Die Zeitdetektive (Band 6):  Die Brandstifter von Rom
- Die Zeitdetektive (Band 7):  Der Schatz der Wikinger
- Die Zeitdetektive (Band 8):  Das Rätsel des Orakels
- Die Zeitdetektive (Band 9):  Das Silber der Kreuzritter
- Die Zeitdetektive (Band 10): Falsches Spiel in Olympia
- Die Zeitdetektive (Band 11): Marco Polo und der Geheimbund
- Die Zeitdetektive (Band 12): Montezuma und der Zorn der Götter
- Die Zeitdetektive (Band 13): Freiheit für Richard Löwenherz
- Die Zeitdetektive (Band 14): Francis Drake, Pirat der Königin
- Die Zeitdetektive (Band 15): Kleopatra und der Biss der Kobra
- Die Zeitdetektive (Band 16): Die Falle im Teutoburger Wald
- Die Zeitdetektive (Band 17): Alexander der Große unter Verdacht
- Die Zeitdetektive (Band 18): Das Feuer des Druiden
- Die Zeitdetektive (Band 19): Gefahr am Ulmer Münster
- Die Zeitdetektive (Band 20): Michelangelo und die Farbe des Todes
- Die Zeitdetektive (Band 21): Der Schwur des Samurai
- Die Zeitdetektive (Band 22): Der falsche König
- Die Zeitdetektive (Band 23): Hannibal, Herr der Elefanten
- Die Zeitdetektive (Band 24): Der Fluch der Wikinger
- Die Zeitdetektive (Band 25): Das Auge der Nofretete
- Die Zeitdetektive (Band 26): Der Betrüger von Lübeck
- Die Zeitdetektive (Band 27): Geheime Zeichen in Pompeji
- Die Zeitdetektive (Band 28): Mozart und der Notendieb
- Die Zeitdetektive (Band 29): Entführung in Nürnberg
- Die Zeitdetektive (Band 30): Caesar und die große Verschwörung
- Die Zeitdetektive (Band 31): Das Wunder von Bern
- Die Zeitdetektive (Band 32): Der Spion am Hof des Sonnenkönigs
- Die Zeitdetektive (Band 33): Leonardo da Vinci und die Verräter
- Die Zeitdetektive (Band 34): Barbarossa und der Raub von Köln
- Die Zeitdetektive (Band 35): Shakespeare und die schwarze Maske
- Die Zeitdetektive (Band 36): Der Fluch des Pharao
- Die Zeitdetektive (Band 37): Goldrausch im Wilden Westen
- Die Zeitdetektive (Band 38): Ramses und die Falle am Nil
- Die Zeitdetektive (Band 39): Kolumbus und die Meuterer
- Die Zeitdetektive (Band 40): Die goldene Göttin von Athen
- Die Zeitdetektive (Band 41): Der letzte Ritter von Füssen
- Die Zeitdetektive (Band 42): Hinterhalt am Limes